# 土耳其工农党
土耳其工农党（土耳其語：Türkiye İşçi Köylü Partisi，缩写为TİKP）是土耳其的一个左翼政党。该党成立于2010年6月18日，分裂自工人党。该党的意识形态是科学社会主义、毛主义、反帝国主义、欧亚主义、凯末尔主义、民族主义。该党的主席是Yılmaz Ersezer。2023年，该党有986名党员。